# 템플로 마요르

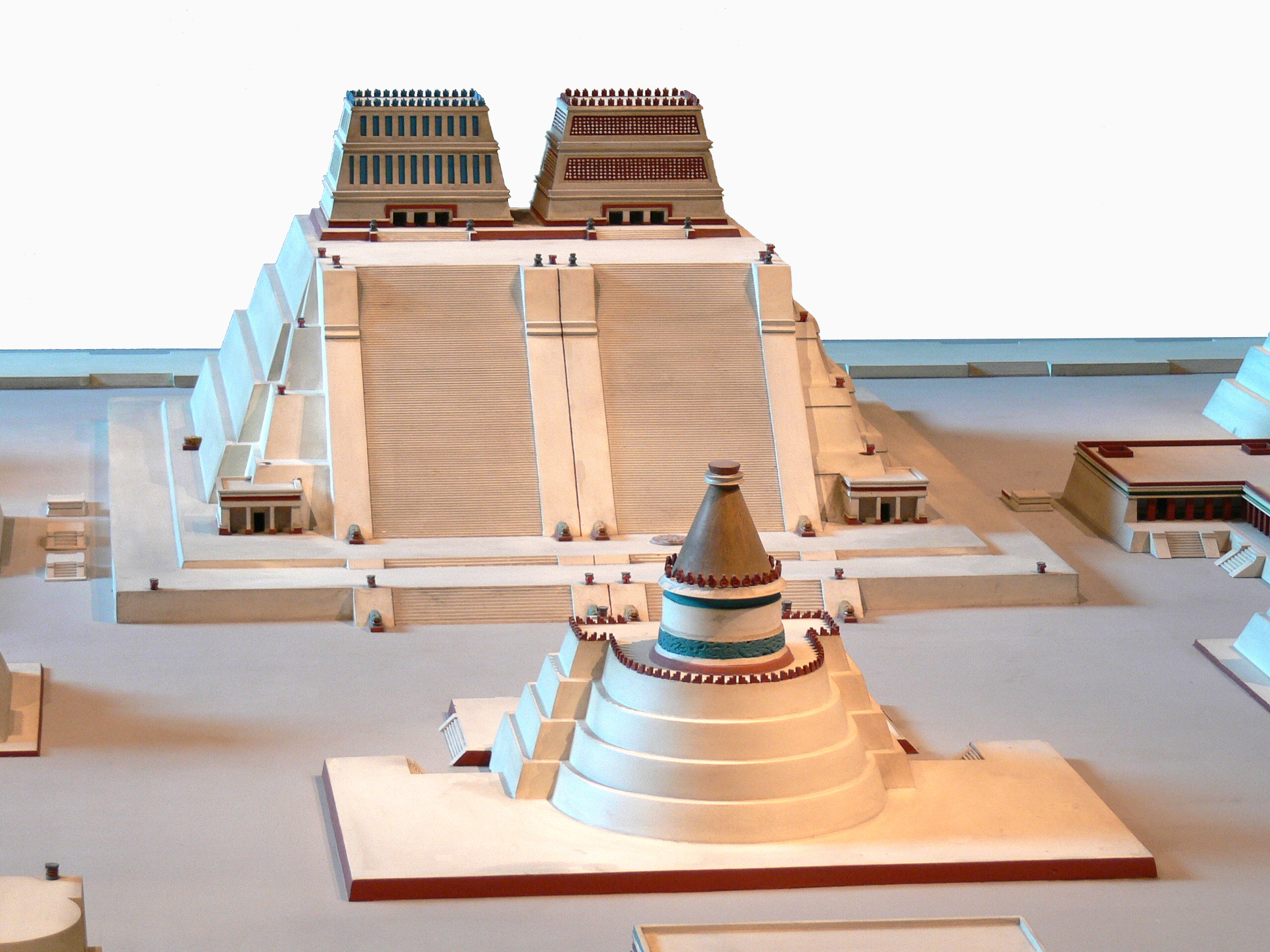
템플로 마요르

템플로 마요르(스페인어: Templo Mayor)는 현 멕시코 시티에 있었던 아즈텍 제국의 수도 테노치티틀란의 중심 신전이다. 이 신전은 나우아틀어로 우에이 테오칼리(Huēyi Teōcalli)라고 불렸다. 피라미드의 꼭대기에는 전쟁의 신 위칠로포치틀리와 비와 농사의 신인 틀랄록(Tlaloc)의 신전 2개가 동시에 지어져 있었다. 신전 앞에 있는 원형의 제단은 아즈텍 문명의 주요 신들 중 하나였던 케찰코아틀의 모습을 새긴 부조가 모셔져 있었다. 한편 한가운데에 있는 신전은 기단의 길이가 80~100m 정도 되었다. 1325년에 처음으로 신전이 지어진 이후, 6번이나 계속 확장, 개축되었다. 하지만 나중에 스페인인들이 침략해 들어오면서 1521년에 성당을 짓기 위해 헐려나갔다.
현재 멕시코 시티의 중앙 광장은 템플로 마요르가 위치해 있었던 자리에서 약간 남서쪽에 위치해있다. 1987년에 유네스코 세계문화유산으로 지정되었고, 2017년에는 801,942명의 관광객들이 이 곳을 다녀갔다.

## 발견과 발굴
테노치티틀란이 스페인인들에게 의해 점령된 이후, 이 곳은 유럽 양식으로 새롭게 지어지는 건물들에 밀려 완전히 철거되었다. 워낙 이때의 파괴가 철저했기 때문에, 19세기까지는 이 사원이 정확히 어디에 위치했는지도 확실하지 않았다. 하지만 20세기 초에 들어서서, 고고학자들이 점차 옛 메소아메리카 문명에 대해 다시 관심을 가지기 시작하면서 비로소 템플로 마요르에 대한 조사가 이루어지게 된다. 레오폴도 바트레즈는 멕시코 시티 메트로폴리탄 대성당이 원래 템플로 마요르가 서있던 자리에 세워졌다고 의심하고, 대성당 지하의 공간을 본격적으로 발굴하기 시작한다.

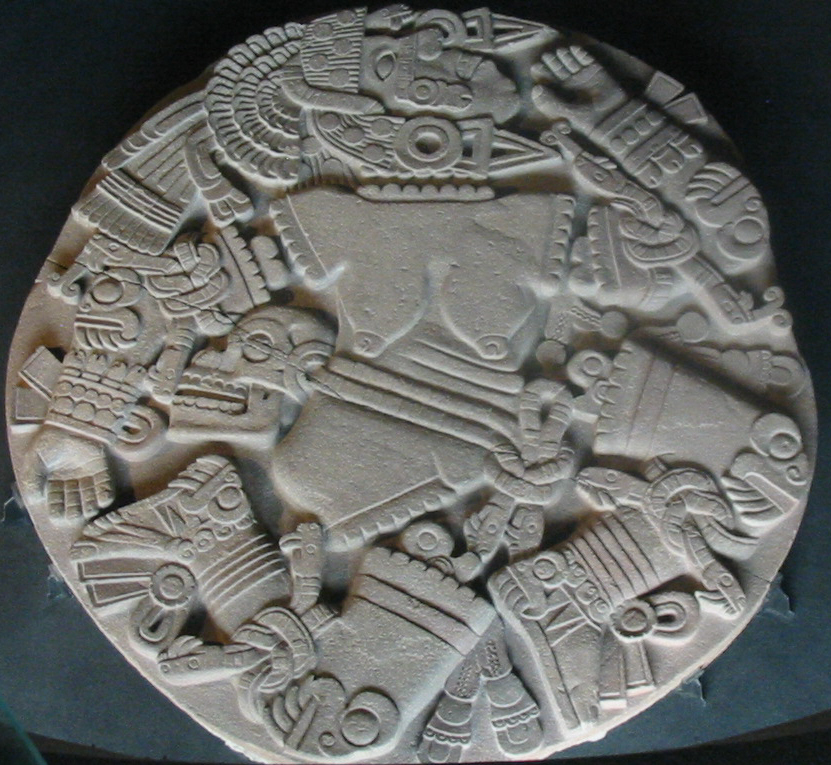
템플로 마요르에서 발굴된 돌 원반

20세기 들어, 한 고고학자가 대성당 지하에서 템플로 마요르의 남서쪽 기단 부분을 발굴했고, 공공 박물관에 이를 전시했다. 그러나 이 전시가 대중들의 관심을 많이 받지 못했고, 발굴 장소가 상류층들의 거주 공간과 가까워 민원이 많이 제기되었기 때문에 이 발굴 작업은 계속되기 힘들었다. 1933년에 에밀리오 쿠에바스가 계단과 기단 부분을 새로 찾아냈고, 1948년에 고고학자 팀이 뱀머리 모양의 기단부를 다시 발굴해내었다.
템플로 마요르에 대한 본격적인 발굴은 20세기 후반까지 잘 이루어지지 못했다. 그러던 중 1978년 2월 21일, 한 전기 회사의 인부들이 공사를 하기 위해 멕시코 시티 도심의 한 부분을 파내던 중, 무려 지면에서 2m도 안되는 깊이에서 한 원반 모양의 거대한 돌 유물을 파내게 된다. 이 돌 원반은 그 지름이 3.25m, 두께가 30cm에 이르렀고, 8.5톤을 넘는 무게를 자랑했다. 나중에 이 돌 원반이 약 15세기 즈음에 만들어졌고, 돌 위에 새겨진 인물이 위칠로포치틀리의 누이동생인 코욜사우치라는 것을 밝혀졌다.
1978년부터 1982년까지, 고고학자들은 본격적인 사원 유적 발굴에 나서게 되었다. 초기 조사를 통해, 생각 외로 템플로 마요르의 유적들이 예상보다 잘 보존되어 있고 충분히 연구해 볼 만한 가치가 있다는 결론을 내린 고고학자들은 사원의 부지를 파내려가기 시작했다.
이 발굴 작업을 위해, 13개에 달하는 건물들이 철거되어야만 했다. 그 중 9개는 1930년대에 지어진 것이었고, 나머지 4개는 19세기 식민지 시대의 모습을 그대로 간직하고 있는 건물들이었다. 발굴 조사를 진행하는 동안, 무려 7,000개에 달하는 유물들이 출토되었다. 유물들 중 대부분은 신들의 모습이 새겨진 점토 항아리, 거북, 악어 등 동물들의 두개골, 순금 신상, 흑요석 단검, 산호, 조개 껍데기 등이었다. 이렇게 발굴된 유적들은 현재 템플로 마요르 박물관에 보관되어 있다. 이 박물관은 1980년대 초에 템플로 마요르와 그와 관련된 유적들의 보존을 위해 특별히 지어진 건물이다.

## 모습
에르난도 코르테스가 1519년에 아즈텍 제국에 도착하여 마주한 신전은, 갓 일곱 번째로 다시 지어져 그 위용을 떨치던 때의 신전이었다. 하지만 얼마 지나지 않은 대파괴와 약탈이 있었기 때문에, 현재는 그 모습을 찾아보기 힘들다. 북쪽 기단과 남쪽 광장으로 향해 있던 일부 돌 계단들만이 현재 조금 식별 가능한 정도이다.
현재까지 확실하게 알려진 것은, 이 곳이 아즈텍 제국 전역에서 가장 중요하고 상징적인 행사들이 열리던 제국의 중심지였다는 것이다. 한 스페인 역사학자에 따르면, 템플로 마요르는 모두 70개가 넘는 부속 사원들과 건물들을 거느리고 있었으며, 그 사원들 중에서도 가장 웅장하고 거대한 모습을 띠고 있었다.
템플로 마요르는 4개의 사각형 모양 단들이 층층이 쌓여 있는 구조를 가지고 있었고, 각 단들마다 길이 있어 그 위로 걸어다닐 수 있었다. 맨 아래쪽에 있는 기단의 길이는 약 80~100m에 달했다. 사원의 맨 위층에는 2개의 신전이 별도로 지어져 있었는데, 오른쪽에 있었던 것은 태양과 전쟁의 신 위칠로포치틀리에게, 왼쪽에 있는 것은 물과 농사의 신 트랄로크에게 바쳐진 것이었다. 2개의 신전들은 각각 60m나 되는 높이를 가지고 있었고, 그 앞에 청동 화로가 놓여져 있어 신성한 불길이 그 곳에서 타올랐다. 신전의 입구에는 건장한 남성의 모습을 한 돌 석상이 양 옆에 세워져있었고, 그 옆에는 거대한 휘장이 늘여뜨려져 있었다고 한다.
2개의 신전으로 올라가는 계단은 서로 나뉘어 있었고, 모두 양 옆에 우아한 난간이 세워져 있었다. 계단 맨 아래쪽, 즉 기단부에는 뱀 머리 모양의 한 장식물이 붙어 있어 사원의 위용을 세웠다. 이 계단들은 오직 고위 사제들과 희생 제물들만 올라갈 수 있었다. 또한 템플로 마요르 건물 전체가 특수 페인트로 칠해져 있어 멀리서 보았을 때 태양빛을 반사하여 환하게 빛났다고 한다.
신전들 안에는 신들의 모습을 묘사한 신상들이 모셔져 있었다. 위칠로포치틀리의 신상은 비름속 씨앗을 꿀과 사람의 피에 섞어 특수하게 만들어졌고, 신상 안에는 작은 가방들이 들어있었는데, 이 가방 안에는 옥, 뼈, 신들에게 바치는 공물 등이 들어있었다. 이 신상은 매년 새로 만들어졌고, 축제 때마다 신전 밖으로 꺼내져 사람들의 경배를 받았다. 축제 때에는 신상에 호화로운 옷과 황금 마스크를 씌운 뒤 행진을 하게 하였다. 축제가 끝난 이후, 사제들이 이 신상을 부수고 사람들에게 먹도록 나누어주었다.
코르테스가 남긴 기록에 따르면, 그와 그의 부하들은 테노치티틀란에 입성하고 난 후 그 곳에 세워져 있던 장대한 규모의 신전들에 깊은 감명을 받았다고 한다. 그러나 이후 신전들에서 벌어지는 엄청난 규모의 인신공양 의식들을 목격하고 난 후, 그 빛이 바랬다고 한다.
1519년 11월 14일, 몬테수마 2세를 사로잡은 코르테스는 아즈텍 제국 전역에 있는 모든 신전들과 신상들을 부수어 버리라고 명한다. 그는 원래 있던 신상을 바닥으로 끌어내어 부수어 버린 다음, 기독교의 십자가를 대신 그 위치에 놓았다. 이후 코르테스가 또다른 원정을 위해 잠시 테노치티틀란을 떠나있는 동안, 그의 부관 중 하나였던 페드로 데 알바라도는 아즈텍 인들이 자신들을 죽이려는 계획을 짜고 있음을 알고, 미리 선수를 쳐 아즈텍 인들이 축제를 벌이는 동안 그들을 공격해 버렸다. 무방비 상태였던 아즈텍인들은 꼼짝없이 당할 수 밖에 없었고, 이 때 8,000에서 10,000명의 아즈텍 귀족들이 살해당했다. 하지만 아즈텍 군사들의 반격도 만만치 않아, 스페인 군대도 7명 사망, 다수가 부상하는 피해를 입었다. 스페인인들이 수적 열세에 밀려 어쩔 수 없이 철수하고 난 이후, 대대적으로 반격에 돌입한 아즈텍 군대는 스페인 군대를 양면으로 포위하여 가둔 후, 68명의 군인들을 포로로 잡는 성과를 올렸다. 이들 중 10명은 곧바로 사원에 끌려가 인신공양으로 바쳐진 후, 머리가 잘려 스페인 군대에게 다시 보내졌다고 한다. 나머지는 스페인인들이 멀리서 지켜보는 가운데, 템플로 마요르에서 모두 제물로 바쳐져 버렸다. 제물로 바쳐진 스페인인들의 시체는 모두 참수되어 제국 전역으로 보내졌는데, 이는 아즈텍 제국의 힘을 과시하는 동시에 함부로 스페인의 편에 붙어 배신을 하는 도시들을 위협하기 위함이었다.
1521년에 스페인이 테노치티틀란을 완벽히 정복한 이후, 템플로 마요르를 포함한 모든 신전들은 완전히 무너졌다. 이 때 스페인 약탈자들은 사원에 붙어 있던 모든 보석, 금 장식들을 떼어 본국으로 보냈고, 코르테스는 사원이 있던 자리에 새로운 유럽 형식의 도시를 짓기로 계획한다. 결국 한 때 제국의 중심부였던 곳은 모두 땅 밑으로 파묻히게 되고, 템플로 마요르가 서있던 자리에는 거대한 가톨릭 성당이 대신 들어서게 된다.